# Trực Nội
Trực Nội là một xã thuộc huyện Trực Ninh, tỉnh Nam Định, Việt Nam.
Xã Trực Nội có diện tích 5,94 km², dân số năm 2015 là 6219 người, mật độ dân số đạt 1046 người/km².